# Casalduni
Casalduni ist eine italienische Gemeinde (comune) mit 1179 Einwohnern (Stand 31. Dezember 2023) in der Provinz Benevento in Kampanien. Die Gemeinde liegt etwa 16 Kilometer nordnordwestlich von Benevent am Tammaro.

## Geschichte
Ursprünglich geht die Siedlung auf eine römische Gründung zurück.
Am 14. August 1861 kam es hier und in der Nachbargemeinde Pontelandolfo durch piemontesische Truppen zu einem grausamen Massaker an der Zivilbevölkerung.